# 好きになった人 (テレビ番組)
『好きになった人』（すきになったひと）は日本テレビ系列で2010年から2017年まで不定期に放送されていた特別番組である。

## 放送内容
ゲストが過去に好きになった人や今好きな人の一覧を時系列ごとに『恋年表』として作成し、その中から会いたい恋愛相手を番組が徹底的に調査する。
更に恋愛相手がスタジオに続々登場し（顔出しNGの場合はすりガラス越しで出演する）、驚きの新事実が明らかになる。事情でスタジオに来られない場合は手紙や電話で参加する場合もある。

### 初恋クラブ
芸能人が初恋の相手に気付くかどうかを調べるドッキリ企画。
カフェで打ち合わせ中の芸能人の斜向かいの席に初恋の相手が座る。芸能人が何分で気付いて声をかけるのかを調べる。

## MC
- ネプチューン（名倉潤・原田泰造・堀内健）
- 高樹千佳子（第1回 - 第6回）
- 小林麻耶（第7回 - 第14回）
- 新井恵理那（第15回）

## 放送日時
| 回数   | 放送日時                    | 備考                                     |
| ------ | --------------------------- | ---------------------------------------- |
| 第1回  | 2010年4月24日13:30 - 14:30  | 『サタデーバリューフィーバー』内で放送。 |
| 第2回  | 2010年9月20日22:00 - 23:24  | プライムタイム初放送。                   |
| 第3回  | 2010年12月28日22:00 - 23:30 |                                          |
| 第4回  | 2011年3月24日19:00 - 20:54  | ゴールデンタイム初放送。                 |
| 第5回  | 2011年10月14日19:00 - 20:54 | 『金曜スーパープライム』枠で放送。       |
| 第6回  | 2012年3月28日22:00 - 23:24  |                                          |
| 第7回  | 2012年8月28日21:00 - 22:48  |                                          |
| 第8回  | 2012年12月18日22:00 - 23:14 |                                          |
| 第9回  | 2013年4月2日22:00 - 23:24   |                                          |
| 第10回 | 2013年9月23日22:00 - 23:24  |                                          |
| 第11回 | 2014年3月24日22:00 - 23:30  |                                          |
| 第12回 | 2015年3月3日21:00 - 22:54   |                                          |
| 第13回 | 2015年12月28日21:00 - 23:14 |                                          |
| 第14回 | 2016年5月24日21:00 - 22:54  |                                          |
| 第15回 | 2017年2月14日21:00 - 22:54  |                                          |

しかし、これ以降は放送されていなかったが、2023年2月27日放送分の『しゃべくり007』内で6年振りに放送された。さらに、同年12月11日にも『しゃべくり007』内にて放送された。

## スタッフ
第15回(2017年2月14日放送分)
- 演出：久木野大（第11～15回）
- 構成：石原健次（第1～10,12～15回）、戸田倫彰
- TM：神田洋介
- SW：小林宏義
- カメラ：吉田健治（第2,3,8,10～12,14,15回）
- MIX：藤岡絵里子（第14,15回）
- VE：八木一夫（第14,15回）
- 照明：東佑輔（第15回）
- 編集：小山雄一郎（ヌーベルアージュ→第12～15回）
- MA：直江泰輔（第15回）
- 音効：高取謙
- 美術：山本澄子
- デザイン：平岡真穂
- 技術協力：NiTRO
- 美術協力：日テレアート
- モニター：ジャパンテレビ
- TK：桜井えみこ
- デスク：津下佳子
- 演出補：大杉悠介、渡邉隆、畠山紫帆、小野千尋、清家千晶（全員→第15回）
- ディレクター：塚田直之／井上尚也（井上→第6回から、第5回まで演出補）、須原翔（須原→第14回から、第13回は演出補）、高橋正人（第15回）、綾部健二（第11,15回）、杉浦啓太（第14回から→第12回は演出補）、陣崎行夫（第15回）、上村雄一（第12～15回）
- プロデューサー：今井大輔（今井→第15回）／黒岩敏一、佐藤三羽一（黒岩・佐藤→第15回）、黒川こず枝（黒川→第3回から、第2回まではAP）
- チーフプロデューサー：糸井聖一（第15回）
- 制作協力：創輝
- 製作著作：日本テレビ

### 過去のスタッフ
- 企画・演出：江成真二（第10回まで）
- 構成：金沢達也（第7回まで）、山際良樹（第14回）
- TM：古川誠一（第9回まで）
- カメラ：水梨潤（第6回）、大庭茂嗣（第13回）
- MIX：今野健（第2回）、三石敏生（第3～5,8,10～13回）、池田正義（第6回）
- VE：三山隆浩（第2,4,5,10回）、牛山敏彦（第6回）、塩原和益（第8回）、斎藤孝行（第11回）、佐久間治雄（第12,13回）
- 照明：谷田部恵美（第2回）、小川勉（第3～10回）、藤山真緒
- 編集：濱田喜代則（第2回）、宮下全央（第5回）、稲垣浩二（第6回）、若宮慎也（第6回）、小嶺浩一（第8回）、斉藤良太（第12回）
- MA：宮澤篤央（第2回）、小川るみ（第3,5,6回）、大竹誠司（第6回）、安河内隆文（ヌーベルアージュ、第7～13回）、井坂拓人（第14回）
- 美術：林健一（第9回まで）
- デザイン：本田恵子（第9回まで）
- 編成：東井文太、小野隆史、吉無田剛（第6,7回）、渡瀬慶吾（第8回）、久保真一郎（第9～11回）、鈴木将大（第12回）
- 広報：河本香織（第2回）、松榮大（第3,5～10回）→宣伝[1]三瓶篤樹、立柗典子（立柗→第12回）
- 営業：佐藤俊之、齊藤尚宣（第6回）、前田晋太郎（第7,8回）、清水美菜子（第10回）、夏目充博（第11回）
- AP：冨永祐一（冨永→第2回までは演出補、第10,11回はAP）、両口奈穂（両口→第2回は演出補、第10～13回はAP）、千光士希和（千光士→第13回）、金ビンナ（第14回）
- リサーチ：加藤孝宏、金田佑馬（金田→第11回まで）
- 演出補：扇畑亘、大須賀美紀、渡辺梢子（第6回）、木村泉美（第6回）、三宅啓史（第6,12回）、今野瑞樹、葛生朋美（今野・葛生→第12回）、入江祐太、土屋翔太（入江・土屋→第14回）、笠原瑠宇久（第13,14回）、市野綾海、赤松真徳、玉野雄基（市野〜玉野→第14回）
- ディレクター：広江孝吉、鈴嶋直子（第6回）、今野恒、廣田健介、前田大輔（前田→第11回は演出補、第12回はD）、山嶋将義、小澤博之（小澤→第11,13,14回）、増田貴也（増田→第13,14回）、井上圭（井上→第14回）
- プロデューサー：環真吾、中西健、井原亮子（井原→第12〜14回）／道下綾子（井原以外→第4回まで）、浦田祐一郎、持田順也（持田→第12〜14回）、髙橋保乃（髙橋→第14回、第2回は演出補、第3〜7回はAP）
- チーフプロデューサー：藤井淳（第11回まで）、安岡喜郎（第12回）、伊東修（第13,14回、第5〜12回はP）

## パロディ
- 2013年6月15日放送分や2014年1月25日放送分の『めちゃ×2イケてるッ!』（フジテレビ系列）で、本番組を模した「嫌いになった人」（2013年6月15日放送分は「嫌いになった人 2013梅雨」）が放送された。司会はナインティナインと西山喜久恵（フジテレビアナウンサー）。